# Magnesiohögbomite-6N6S
La magnesiohögbomite-6N6S è un minerale appartenente al gruppo dell'högbomite.